# Druse (Mineralogie)

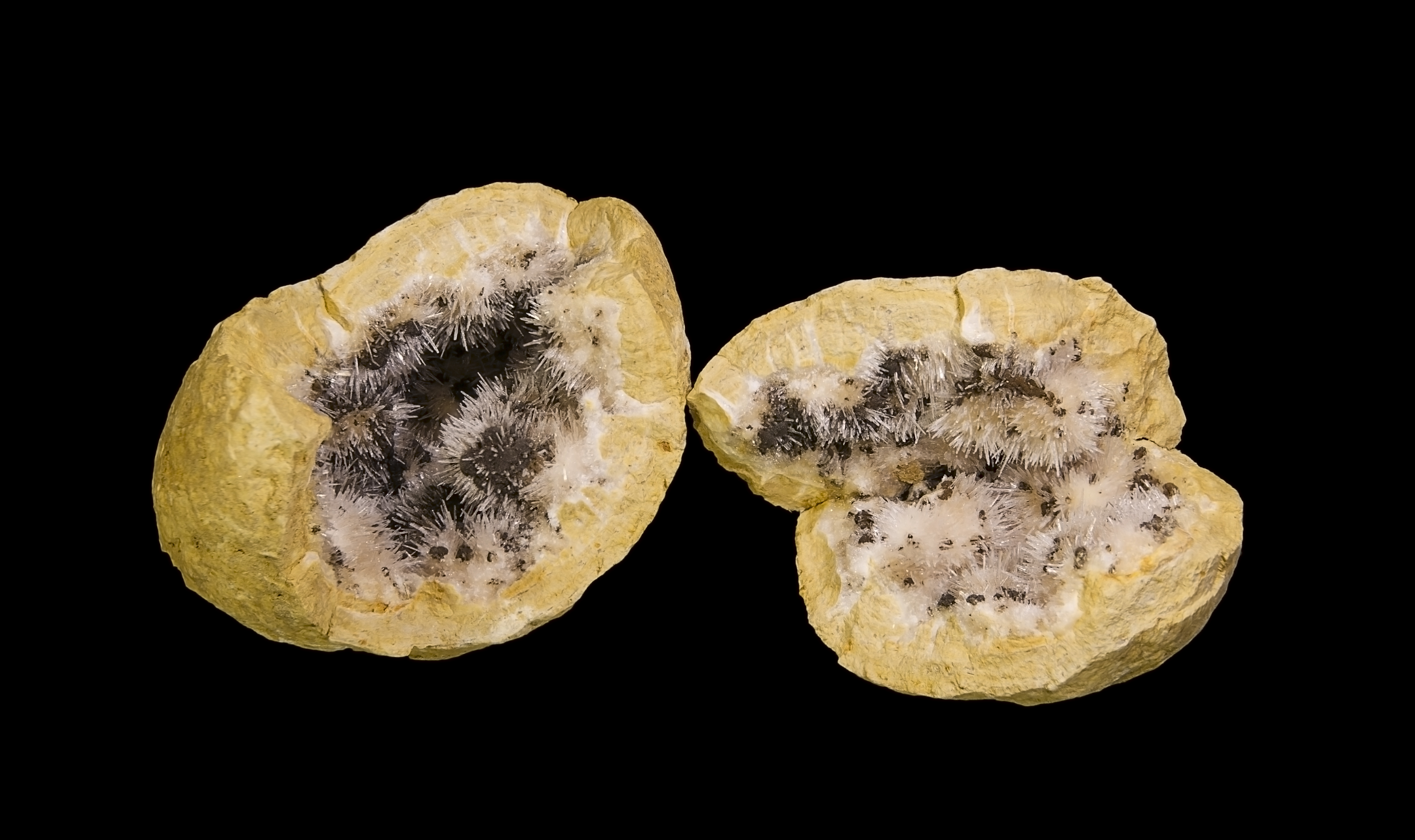
Aragonit (farblos) und Kutnohorit (graubraun) als Drusenfüllung in einer Karbonatgeode

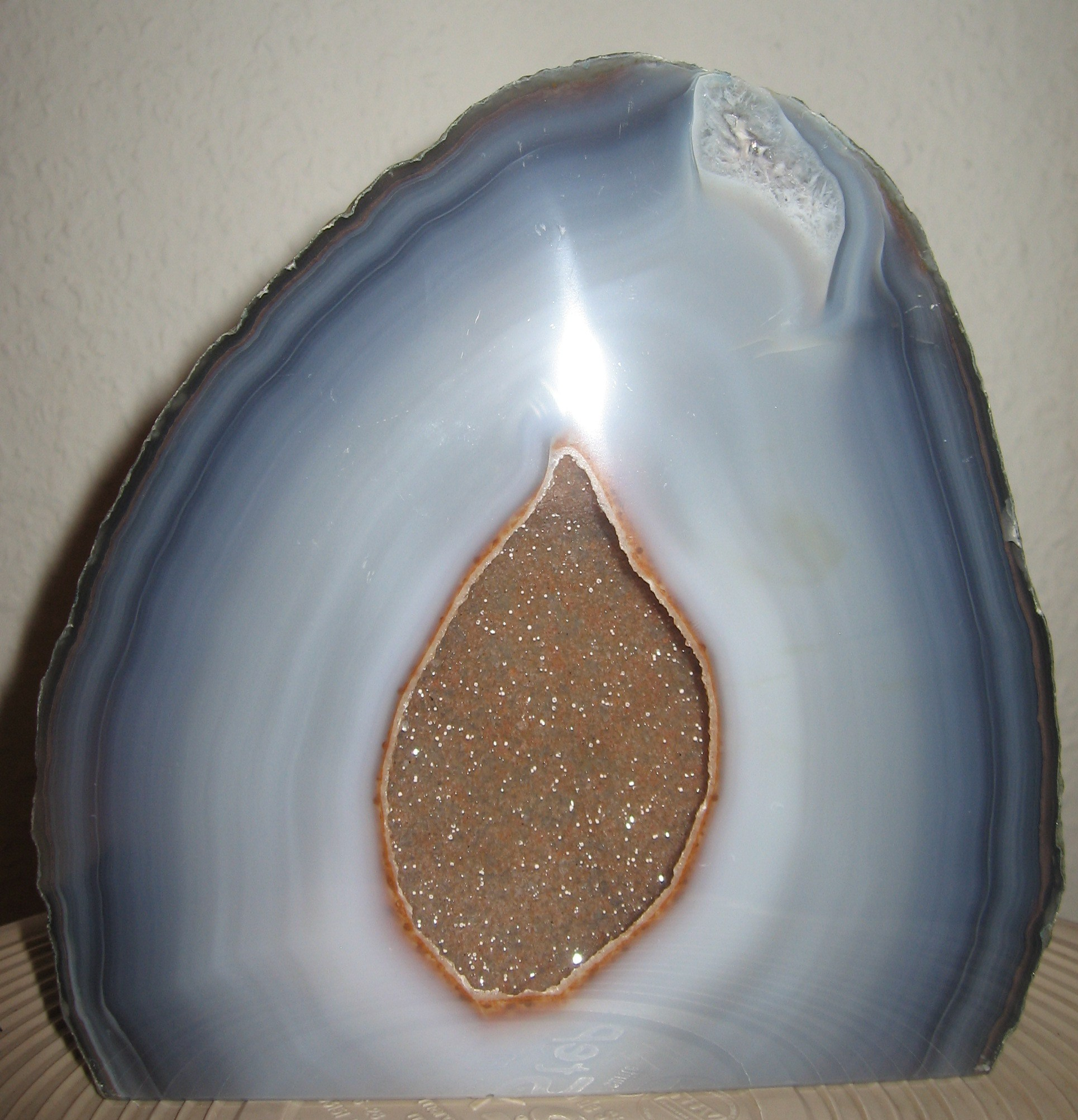
Achatmandel mit Quarzdruse

Als Druse bezeichnet man einen unvollständig mit Kristallansammlungen verschiedener Art gefüllten ehemaligen Hohlraum (= Geode) im Gestein. Vollständig mit Mineralsubstanz ausgefüllte Hohlräume nennt man dagegen Mandel. Die oft synonym, wenn auch irreführend, verwendeten Begriffe trifft man vor allem im Zusammenhang mit der Beschreibung von Achaten an.
Die Bezeichnung Druse ist verwandt mit dem mittelhochdeutschen Worten drusene, drusine, drusen für Bodensatz (Hypostasis) und lässt sich bis zum althochdeutschen Wort druos (Mehrzahl druosi, mittelhochdeutsch auch schon drüese) für Drüse oder Beule (auch mit Geschwulst verbundenes Geschwür, Abszess, Knoten und Furunkel) zurückverfolgen.
Eine ähnliche Form gefüllter Gesteinshohlräume sind die sogenannten Schneekopfkugeln. Nicht mit Drusen zu verwechseln sind die sogenannten Adlersteine.

## Fundorte
Die bekanntesten Fundstätten von Amethystdrusen liegen in Südamerika. Besonders im brasilianischen Bundesstaat Rio Grande do Sul wurden und werden immer wieder Drusen mit Längen und Volumen von mehreren (Kubik-)Metern gefunden. Als aktuell größte gilt die Empress of Uruguay, eine 3,27 Meter hohe Druse aus Uruguay, die unter anderem im American Museum of Natural History ausgestellt war.
Auch in Deutschland kann man Drusen finden, beispielsweise in der Gegend um Idar-Oberstein oder im Erzgebirge. Diese reichen aber nur selten an die Größe und Qualität der südamerikanischen Drusen heran.

## Entstehung
In durch vulkanische Prozesse im Gestein entstandene Hohlräume sickert stark mineralhaltiges Wasser ein, welches im Laufe der Zeit zur Bildung von Kristallen führt. Dabei sind die im Inneren der Drusenräume entstandenen Einzelkristalle jünger, während die älteren Generationen oft kristallinische Schalen bilden. In den Hohlräumen von Kalkstein finden sich Kalk- und Braunspatdrusen, in Kieselgesteinen sind es Quarzdrusen. Amethystdrusen treten als innerste Bekleidung von Achaten im Melaphyr auf, Zeolithdrusen in vulkanischen Gesteinen. Reich an Drusenbildungen sind auch die Erzgänge.